# Hans Petersen (Laienrichter)

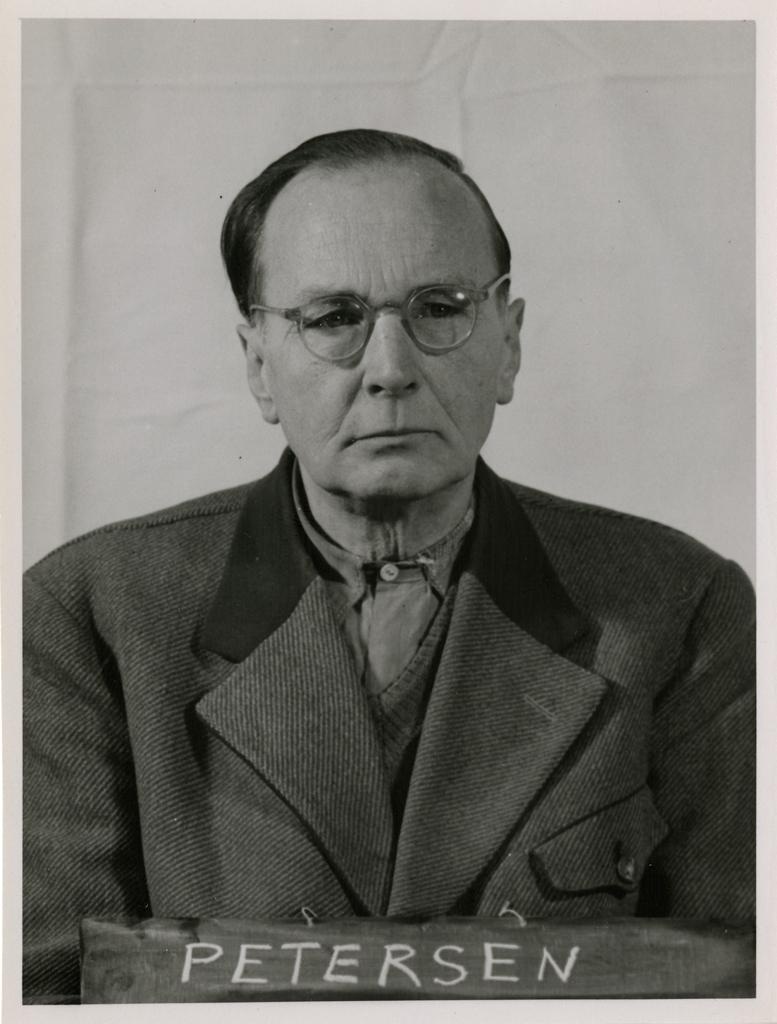
Hans Petersen während der Nürnberger Prozesse

Hans Petersen (* 13. September 1885 in Athen; † 12. September 1963 in Darmstadt) war Laienrichter beim Volksgerichtshof in Berlin, SA-Führer und Mitglied des Reichstags.

## Biografie
Hans Petersen war das vierte Kind des evangelischen Geistlichen und späteren Superintendenten Waldemar Petersen (1850–1940) und seiner Frau Theodore Petersen geb. Saggau (1855–1925). Zwei seiner Brüder waren der Elektroingenieur Waldemar Petersen (1880–1946) und der Komponist Wilhelm Petersen (1890–1957). Hans Petersen besuchte 1891 die Vorschule des Ostergymnasiums in Mainz (heute: Rabanus-Maurus-Gymnasium) und ab Herbst 1892 eine Vorschule in Darmstadt, die ihn berechtigte, das Ludwig-Georgs-Gymnasium in Darmstadt zu besuchen. Dort machte er 1905 das Abitur. Im selben Jahr trat er in das Infanterie-Regiment „Prinz Carl“ Nr. 118 in Worms als Fahnenjunker ein. Im Jahr 1906 wurde er zum Leutnant ernannt. Petersen nahm von 1914 bis zum 30. Juni 1916 als Kompanieführer und Brigadeadjutant und danach bis Kriegsende als Bataillonskommandeur am Ersten Weltkrieg teil und war nach Kriegsende von Mitte Februar 1919 bis Ende März 1920 Mitglied des Hessischen Freikorps. Von Anfang Juni 1920 bis Ende Dezember 1920 war er Angehöriger der Reichswehr, zuletzt im Rang eines Majors. 
Vom 1. Januar 1921 bis 31. März 1921 besuchte er die Handelsschule. Danach versuchte er bei einer Bank in Darmstadt Fuß zu fassen. Diese Tätigkeit übte er bis zum 30. Juni 1924 aus. Im Herbst 1924 zog er mit seiner Familie nach Immenstadt im Allgäu und war Besitzer einer Pelzfarm. Bereits zum 1. April 1925 trat Petersen der NSDAP bei (Mitgliedsnummer 9.986). Er gehörte zum Gründungsvorstand der NSDAP in Immenstadt. Im Kreis Sonthofen war Petersen von 1925 bis 1933 Kreisorganisationsleiter der NSDAP und Ausbilder innerhalb der SA, der er im Januar 1933 beitrat. Von März 1933 bis Dezember 1933 war Petersen Sonderkommissar der Stadt Immenstadt und Beauftragter des Sonderkommissars des Obersten SA-Führers (OSAF) Ernst Röhm. Zudem fungierte er ehrenamtlich als zweiter Bürgermeister von Immenstadt. Ab September 1933 war Petersen als hauptamtlicher SA-Führer tätig und zunächst von Anfang Januar 1934 bis Februar 1936 Abteilungsleiter in der Reichsführerschule der SA und danach bis Ende 1941 Führer der SA-Brigade 39 in Dessau. 
Bei der Reichstagswahl am 29. März 1936 bewarb er sich erfolglos um ein Mandat. Vom 20. April 1937 bis zum 31. August 1940 war er anhaltischer Staatsanwalt und ständiger Vertreter des Ministerpräsidenten.
Von Oktober 1940 bis November 1941 war er stellvertretender Führer der SA-Gruppe Thüringen in Weimar und leitete ab Anfang Januar 1942 das Personalhauptamt der Obersten SA-Führung (OSAF). Petersen stieg innerhalb der SA im Januar 1941 bis zum Gruppenführer auf. Als ehrenamtlicher Staatsrat von Anhalt und ständiger Vertreter des dortigen Ministerpräsidenten war er von April 1937 bis Ende August 1940 tätig.
Von Juni 1940 bis zum Kriegsende war Petersen als ehrenamtlicher Richter Mitglied des Volksgerichtshofes und gehörte dort ab Mai 1942 dem besonderen Senat an.
Im Juni 1942 trat Petersen für den Abgeordneten Franz Pfeffer von Salomon für den Wahlkreis 16 (Südhannover–Braunschweig (Land)) in den Reichstag ein, dem er bis Kriegsende angehörte.
Hans Petersen war Träger des goldenen Parteiabzeichens der NSDAP wie auch der bronzenen, silbernen und goldenen Dienstauszeichnung der NSDAP.
Aus einer ersten Ehe gingen die Kinder Hans (geb. 1911 in Worms) und Irmgard (geb. 1917 in Frankfurt/M.) hervor. Petersen war in zweiter Ehe seit Juli 1922 mit Martha Handke geb. Christ (1890–1975) verheiratet. Martha Handke brachte die Tochter Christel (geb. 1915) in die neue Beziehung ein.

## Nach Kriegsende
Im Nürnberger Juristenprozess gegen 16 hohe Justizbeamte und Richter des NS-Regimes wurde Petersen am 4. Dezember 1947 von einem Militärgerichtshof der USA mit drei weiteren Angeklagten aus Beweismangel freigesprochen. Petersen war aufgrund von Kriegsverbrechen und Verbrechen gegen die Menschlichkeit angeklagt worden.